# Portland Beavers
De Portland Beavers is een Minor league baseballteam uit Portland, Oregon. Ze spelen in de Northern Division van de Pacific Conference van de Pacific Coast League. Hun stadion heet PGE Park. Ze zijn verwant aan de San Diego Padres.